# Gemini Center
Il Gemini Center è un complesso di edifici situato nel quartiere milanese del Lorenteggio, quasi al confine con il comune di Corsico.

## Descrizione
Il complesso, che è ad utilizzo terziario-amministrativo, è formato da due torri orientate su di un asse a 45°, alte 96 metri per 21 piani fuori terra, di cui 19 piani destinati a uffici e 2 piani in sommità utilizzati per spazi espositivi e per volumi tecnici. Il complesso possiede due piani interrati che ospitano locali archivio e un parcheggio per 322 auto.
Le due torri, la cui costruzione è stata terminata nel 1995, sono state progettate dagli architetti Rolando Gantes e Roberto Morisi.  Particolarità a livello strutturale è quella che le due torri, per i primi 14 piani, sono collegate tra di loro da una serie di passerelle.